# Sainte-Anne-de-la-Rochelle
Sainte-Anne-de-la-Rochelle è un comune del Canada, situato nella provincia del Québec, nella regione di Estrie.